# Mierzęcice (gmina)
Mierzęcice (do 1915 gmina Sulików) – gmina wiejska w Polsce położona w Zagłębiu Dąbrowskim, w województwie śląskim, w powiecie będzińskim. W latach 1975–1998 gmina administracyjnie należała do województwa katowickiego.
Siedziba gminy to Mierzęcice.
Według danych z 30 czerwca 2004 gminę zamieszkiwało 7305 osób.

## Historia
Po odzyskaniu niepodległości w 1918 r. władze polskie zachowały na terenie dawnego zaboru rosyjskiego istniejący podział administracyjny. 1 stycznia 1927 roku z powiatu będzińskiego wyłączono m.in. gminę Mierzęcice i wcielono do nowo utworzonego powiatu zawierciańskiego.
Od 1955 roku funkcjonowały tu dwie gromady, skupiające po 20 miejscowości:
- Przeczyce: Przeczyce, Boguchwałowice, Boguchwałowice II, Toporowice, Mrowiniec, Skotnica, Stara Wieś, Podmłynie, Zarzecze, Pasieka Zakamień, Komorne, Dąbrowska, Gostów, Pałęczek, Gaj, Sławniów, Przymiarka, Pustkowie Górnicze, Biała;
- Mierzęcice: Sadowie I i II, Najdziszów, Nowa Wieś, Targoszyce, Zawada, Zendek, Strąków, Przy Szosie, Przy Kościele, Łubne, Niwiska, Zadzień, Godowa, Pasternik, Dąbrówka, Ostrowy, Mierzęcice-stacja kolejowa, pustkowie Niedźwiadek.

1 stycznia 1973 roku z tych dwóch gromad utworzono gminę Mierzęcice, w skład której weszło 9 jednostek osadniczych, skupionych w 8 sołectwach. W 1975 r. zlikwidowano powiaty. 1 stycznia 1999 roku gmina weszła w skład reaktywowanego powiatu będzińskiego.

## Struktura powierzchni
Według danych z roku 2002 gmina Mierzęcice ma obszar 51,27 km², w tym:
- użytki rolne: 67%
- użytki leśne: 15%

Gmina stanowi 13,93% powierzchni powiatu.

## Demografia

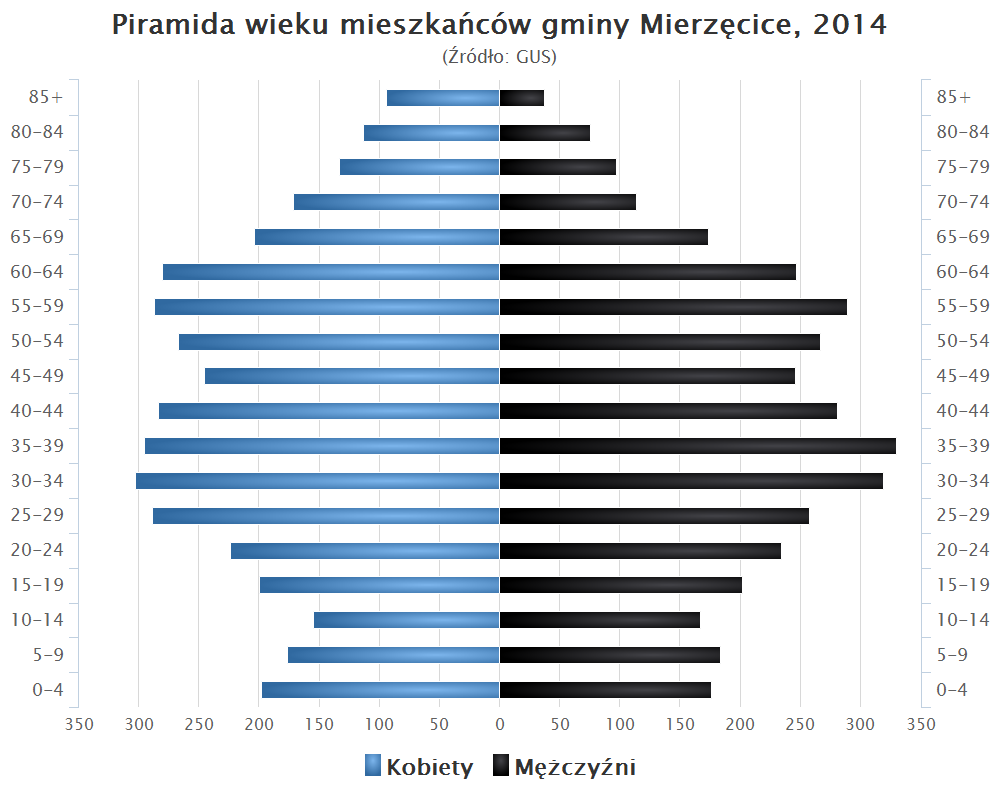
Piramida wieku mieszkańców gminy Mierzęcice w 2014 roku

Dane z 30 czerwca 2004:
| Opis                              | Ogółem | Ogółem | Kobiety | Kobiety | Mężczyźni | Mężczyźni |
| --------------------------------- | ------ | ------ | ------- | ------- | --------- | --------- |
| jednostka                         | osób   | %      | osób    | %       | osób      | %         |
| populacja                         | 7305   | 100    | 3748    | 51,3    | 3557      | 48,7      |
| gęstość zaludnienia (mieszk./km²) | 142,5  | 142,5  | 73,1    | 73,1    | 69,4      | 69,4      |

## Sołectwa
1. Mierzęcice
2. Mierzęcice II
3. Mierzęcice Osiedle
4. Przeczyce
5. Toporowice
6. Boguchwałowice
7. Nowa Wieś
8. Sadowie
9. Najdziszów
10. Zawada[4]

## Geografia
Ukształtowanie terenu wyżynne z najwyższym wzniesieniem 397 m n.p.m. Przez wschodnią część gminy przepływa rzeka Czarna Przemsza. Znajduje się tutaj też Zalew Przeczycki o pow. 600 ha. Północną część gminy pokrywają lasy stanowiące fragment tzw. Leśnego Pasa Ochronnego Górnośląskiego Okręgu Przemysłowego.

## Komunikacja
Gmina posiada rozwiniętą sieć komunikacyjną z prawie wszystkimi miastami Śląska i Zagłębia. W Mierzęcicach znajduje się również stacja kolejowa, posiadająca kilka bocznic, łącząca węzły kolejowe w Zawierciu i Tarnowskich Górach. Teren gminy na osi wschód-zachód przecina droga krajowa nr 78 (Chmielnik-Chałupki na granicy polsko-czeskiej), z południowego wschodu na północny zachód przebiega droga ekspresowa S1,łączy ona port lotniczy Katowice-Pyrzowice z drogą krajową nr 1.
W Mierzęcicach znajdowała się Jednostka Wojskowa. Wojsko stacjonowało tutaj aż do likwidacji garnizonu w 2000 roku. Lotnisko Wojskowe w czerwcu 2001 roku przekazano w zarząd Samorządowi Województwa Śląskiego i użytkowanie Górnośląskiemu Towarzystwu Lotniczemu SA oraz Agencji Ruchu Lotniczego. W efekcie zaczęło zamieniać się ono w całodobowe cargo i Międzynarodowy Port Lotniczy. W tej chwili lotnisko ma przepustowość 1,6 mln pasażerów. Po oddaniu 2 terminalu w 2007 roku przepustowość powiększy się do 3,5 mln pasażerów. Lotnisko i budowa drogi S-1 stwarzają olbrzymią szansę rozwoju dla gminy Mierzęcice.
W części na terenie tej gminy znajduje się Międzynarodowy Port Lotniczy Katowice-Pyrzowice.

## Sąsiednie gminy
Bobrowniki, Dąbrowa Górnicza, Ożarowice, Psary, Siewierz.